# The Island of Ceylon, India
The Island of Ceylon, India è un cortometraggio muto del 1912. Non si conosce il nome del regista del film, un documentario che venne girato a Ceylon, vecchio nome dello Sri Lanka.

## Produzione
Il film fu prodotto dalla Edison Manufacturing Company.

## Distribuzione
Distribuito dalla General Film Company, il film - un documentario in una bobina - uscì nelle sale cinematografiche degli Stati Uniti il 29 novembre 1912.